# TOGO

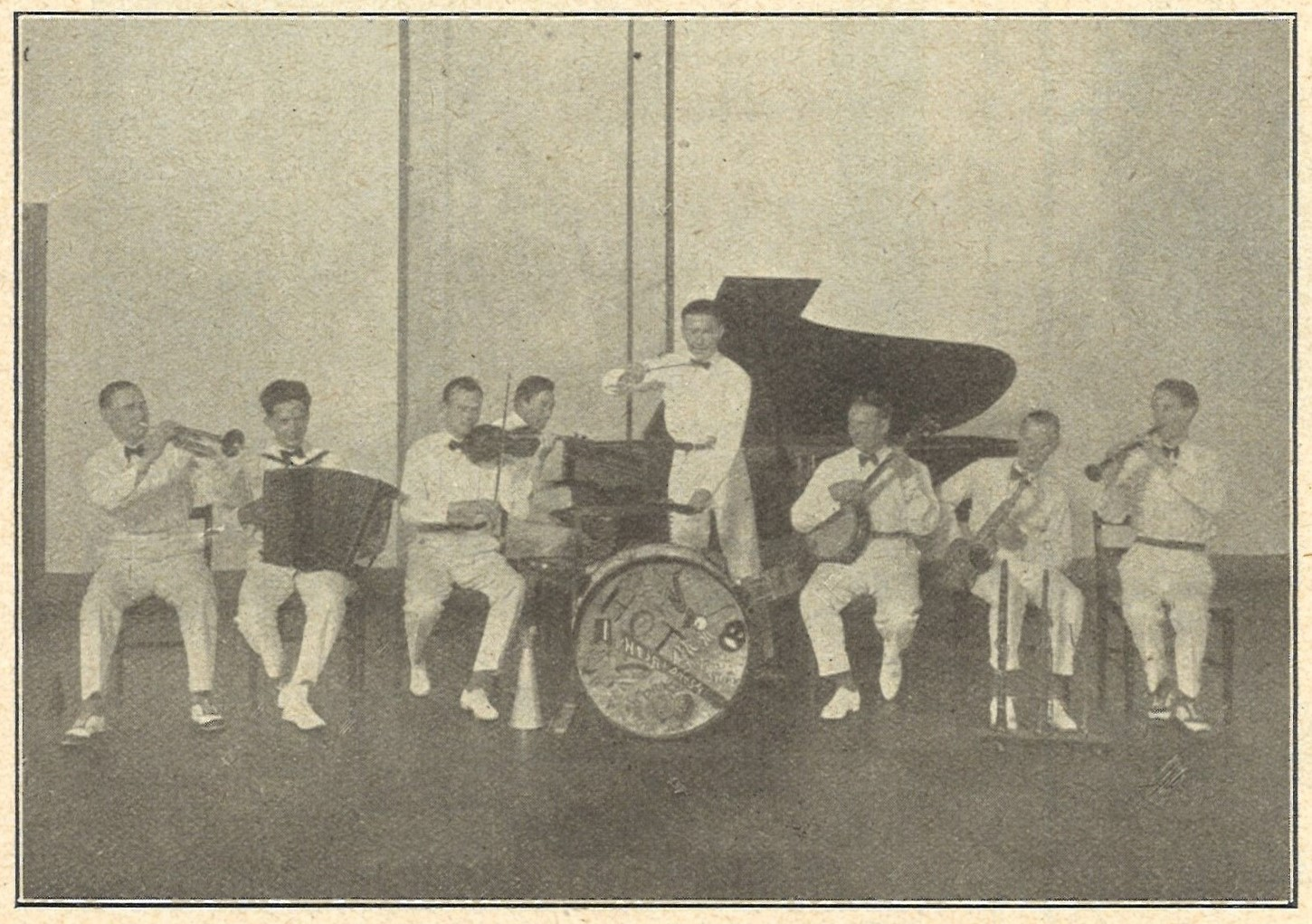
TOGO med kapellmästaren Claes Livijn stående i mitten. Foto i damtidningen Charme 1930.

TOGO (i bland skrivet T.O.G.O., förkortning för The Original Green Orchestra), var en svensk semiprofessionell dans- och jazzorkester verksam från 1920- till 1940-talet.
TOGO bildades 1924 av en grupp unga män, däribland Sven Arefeldt (piano), Carl Edvard "Charlie" Sandquist (fiol) och Claes Livijn (trummor). Den senare blev orkesterns mångårige ledare. Orkestern spelade på olika danspalats och restauranger i Stockholm (bland annat Blanchs Café) samt på kryssningar med m/s Gripsholm. 
1928 lyckades TOGO få kontrakt med svenska His Master's Voice och gjorde fyra skivor för detta bolag. Av dessa anses Stomping The Blues vara ett av de första stilriktiga svenska försöken att spela blues. Senare gjorde TOGO även inspelningar för bolagen Imperial (1930) och Polyphon (1932–1933). Orkestern framträdde även i radio.
Under årens lopp hann en lång rad senare kända och professionella svenska musiker passera genom TOGO:s led, däribland trumpetaren Gösta "Chicken" Törnblad, gitarristen Birger Larsson och basisten Henry Lundin samt bröderna Roland, Miff och Zilas Görling.
Ett antal av TOGO:s skivinspelningar finns återutgivna i de två första volymerna av CD-serien Svensk jazzhistoria.

## Bilder

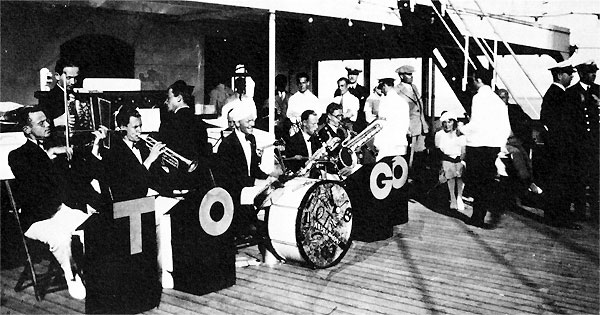
TOGO ombord på M/S Gripsholm 1932.
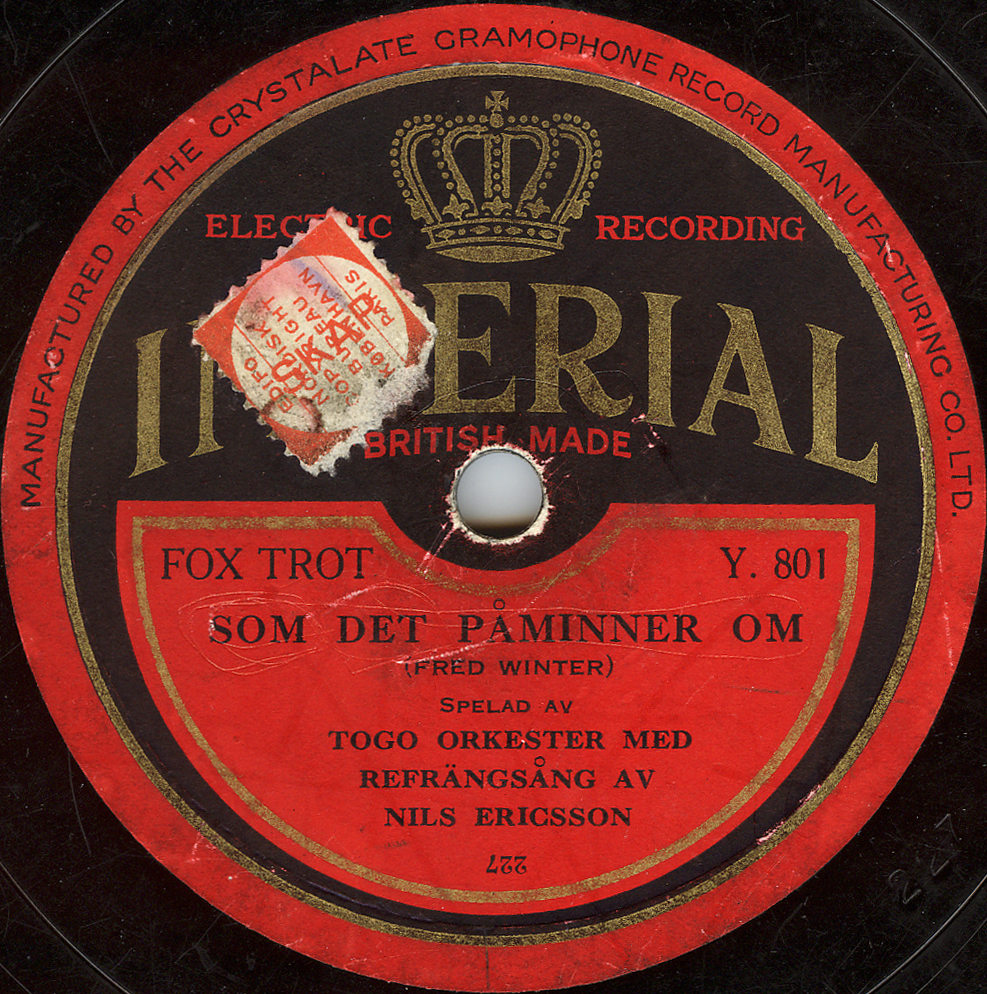
Etiketten till en av TOGO:s inspelningar för skivmärket Imperial.